# José Ricardo (Gitarrist)
José Ricardo Soria (* 19. März 1888 in Buenos Aires; † 2. Mai 1937) war ein argentinischer Tangogitarrist und –komponist.

## Leben
Ricardo war musikalischer Autodidakt. Er trat schon frühzeitig in Cafés, Gaststätten und Tanzsälen, mit Gitarrengruppen und als Begleiter von Sängern auf und wurde bereits 1913 als "bekannter Konzertgitarrist" angekündigt. Mit Osvaldo Fresedo und seinem Bruder Emilio spielte er als Trio bei Tanzveranstaltungen. 1915 debütierte die von José González Castillo und Elías Alippi geleitete Compañía Tradicionalista Argentina am Teatro San Martín mit den Stücken Juan Moreira, Santos Vega und Martín Fierro. Als Darsteller waren u. a. José Petray, Blanca Podestá, Juan Sarcione, Carlos Morganti, Amaro Giura, Francisco Martino, die Brüder Alfredo und Julio Navarrine und das Duo Gardel-Razzano verpflichtet. Das Orchester mit einer zwanzigköpfigen Gitarrensektion wurde von Arturo de Bassi geleitet, Ricardo war der Leadgitarrist, die Zweite Gitarre spielte Horacio Pettorossi. 
Nach dem Abschluss der Saison engagierten Gardel und Razzano Ricardo als ihren Begleitgitarristen. 1921 kam Guillermo Barbieri als zweiter Gitarrist hinzu. Wegen stimmlicher Probleme zog sich Razzano 1925 zurück, und Gardel reiste mit Ricardo nach Spanien, während Barbieri in Argentinien blieb. Nach der Rückkehr nach Argentinien 1926 trat Gardel wieder mit beiden Gitarristen auf, 1928 kam als dritter Gitarrist José María Aguilar hinzu. In dieser Zeit entstanden zahlreiche Aufnahmen: Ricardo allein begleitete das Duo Gardel-Razzano bei 33 Aufnahmen, Gardel allein bei 32 und Razzano allein bei 6 Aufnahmen. Mit Barbieri spielte Ricardo 402 Aufnahmen mit den Duo Gardel-Razzano und 30 Aufnahmen mit Gardel allein ein. In der Besetzung Ricardo-Barbieri-Aguilar entstanden insgesamt 63 Aufnahmen. Zudem spielten die drei Gitarristen beim Label Odeon auch mehrere Instrumentalstücke ein, darunter Resignate hermano, Re fa si, Trenzas negras, Tierra hermana, Quejas del alma, La cumparsita und Las madreselvas. In der Zeit der Zusammenarbeit mit Gardel entstand auch der größte Teil der Kompositionen Ricardos.
1929 trennte sich Ricardo nach Auftritten am Teatro Avenida von Gardel und kehrte nach Argentinien zurück. Dort trat er zunächst als Begleiter von Amanda Ledesma und 1930 von Anita Palmero auf. Ebenfalls noch 1930 gründete er ein Trio mit seinem Bruder Rafael und Oscar lonso, mit dem er das Duo Néstor Feria und Teófilo Ibáñez und den Sänger Juan Carlos Marambio Catán begleitete. 1932 ging er mit seinem Bruder nach Spanien. Dort begleiteten sie als Los Hermanos Ricardo u. a. die Sänger Lucy Clory, Maruja Gil Quesada und Rafael Jaimez bei verschiedenen Aufnahmen.
Von Spanien reisten sie weiter nach Frankreich und tourten dann durch Italien, Griechenland, die Türkei, Bulgarien, Ägypten und die Schweiz, bis sie 1935 wieder in Paris ankamen. Dort trat Ricardo im La Cabaña Cubana auf, wo auch andere argentinische Musiker wie Juan Cruz Mateo, Enrique Discépolo, Tania und Oscar Alemán auftraten. Zudem begleitete er sie spanische Sängerin Julia Reyes. 1937 erkrankte er und trat die Heimreise nach Argentinien an. Er starb während der Überfahrt auf dem Dampfschiff Massilia.

## Kompositionen
- Margot (Text von Celedonio Flores)
- Resignate hermano (mit Guillermo Barbieri, Text von José Rial)
- Un bailongo (Text von Andrés Cepeda)
- Pobre gallo bataraz (mit Carlos Gardel, Text von Adolfo Herschel)
- Campanita
- Con los ojos del alma
- Mi bien querido
- Triste entrerriano (Text von Domingo Lombardi)
- Pregúntaselo a ella (Text von José Alonso y Trelles)
- Campanas del recuerdo
- Mejor no recordar
- Siga la farra
- Bailá negrita
- Vecinita
- Perdónala (Text von José Rial)
- Azul del éter
- Nació mi amor
- Lloro por ti
- Mi palomar
- La siesta
- Dicen que son cosas mías
- Cosas criollas
- Si yo la quise
- Ya viene la primavera